# نينا بايرز
نينا بايرز (بالإنجليزية: Nina Byers)‏ هي فيزيائية أمريكية، ولدت في 19 يناير 1930 في لوس أنجلوس في الولايات المتحدة، وتوفيت في 5 يونيو 2014 في سانتا مونيكا في الولايات المتحدة.